# Stenotabanus taeniotes
Stenotabanus taeniotes är en tvåvingeart som först beskrevs av Christian Rudolph Wilhelm Wiedemann 1828.  Stenotabanus taeniotes ingår i släktet Stenotabanus och familjen bromsar. Inga underarter finns listade i Catalogue of Life.